# Olympia, Hy Lạp
Olympia (tiếng Hy Lạp: Ολυμπία Olympí'a hay Ολύμπια Olýmpia, là một nơi chứa đựng các công trình văn hóa của Hy Lạp cổ đại ở Elis, trứ danh là địa điểm của các Thế vận hội trong thời kỳ cổ đại, về tầm quan trọng ngang hàng với Pythian Games được tổ chức ở Delphi. Cả hai đại hội thể thao này được tổ chức mỗi Olympiad (có nghĩa là mỗi 4 năm), các Thế vận hội có niên đại trước cả năm 776 TCN. Năm 394, hoàng đế Theodosius I, hoặc có thể là cháu trai của ông Theodosius II vào năm 435, đã bãi bỏ các đại hội thể thao này do chúng làm gợi lại Đa thần giáo.

## Mô tả khu vực khảo cổ
Khu vực khảo cổ này bao gồm các tòa nhà được bố trí không theo trật tự. Phía Bắc của khu vực khảo cổ là prytaneion và Philippeion, cũng như hệ thống các kho tàng đại diện cho các quốc gia-thành phố khác nhau. Metroon nằm về hướng Nam của các kho tàng này với Echo Stoa về phía Đông. Về phía Nam của kho khu vực khảo cổ là Nam Stoa và Bouleuterion, nơi phía Tây của là nơi chứa đựng palaistra, nhà xưởng của Pheidias, Gymnasion và Leonidaion. Nằm bên trong temenos là các đền thờ thần Hera và thần Zeus, Pelopion và khu vực bàn thờ, nơi các nghi lễ hiến sinh được thi hành. Công trình hippodrome và sân vận động cũng nằm về phía Đông.
Olympia cũng nổi danh với tượng thần Zeus khổng lồ bằng ngà voi và vàng được chạm khắc bởi Pheidias trước đây thường đứng ở đó. Tượng thần Zeus là một trong Bảy kỳ quan thế giới cổ đại được bầu chọn bởi Antipater xứ Sidon. Rất gần đền thờ thần Zeus (nơi chứa bức tượng này) là xưởng điêu khắc của Pheidias, xưởng này được khai quật vào thập niên 1950. Các chứng tích được tìm ra ở đây, chẳng hạn như các công cụ của nhà điêu khắc đã chứng thực cho ý kiến này. Các tàn tích cổ đại nằm phía Bắc của sông Alfeios và nằm cạnh đồi Cronius hoặc Kronios (đồi Kronos, hay thần Cronus). Kladeos, một nhánh của Alfeios, chạy quanh khu vực này.

## Khai quật khu vực này
Việc khai quật quận đền Olympia và các khu vực xung quanh bắt đầu với một cuộc thám hiểm của Pháp năm 1829. Các nhà khảo cổ Đức tiếp tục công việc cuối thế kỷ 19 và đã phát hiện Hermes của tượng Praxiteles nguyên vẹn trong số các hiện vật. Giữa thế kỷ 20, sân vận động nơi đã từng diễn ra các cuộc thi đã được khai quật.

## Olympia hiện đại
Ngọn lửa thế vận hội của Thế vận hội ngày nay được đốt lên bằng cách chiếu tia sáng mặt trời trong một gương cầu lõm tại sân vận động Olympia được phục chế và được chuyển bằng một ngọn đuốc đến nơi đăng cai Thế vận hội. Khi Thế vận hội đến phiên tổ chức của thành phố Athens năm 2004, môn thi đấu shot put nam nữ được tổ chức ở sân vận động phục chế này.
Olympia có một ngôi trường và một quảng trường (plateia) và một nơi nổi tiếng cho du lịch. Thành phố có một nhà ga xe lửa và là nhà ga cực Đông của tuyến Olympia-Pyrgos (Ilia). Nhà ga xe lửa tọa lạc cách trung tâm thành phố 300 m về phía Tây.
Nhà ga được nối vào hệ thống các xa lộ bởi GR-74, và một con đường được mở những năm 1980; nhánh Bắc và Đông Bắc của Olympia sẽ được mở năm 2005. Xa lộ vượt qua phía Bắc của tàn tích cổ đại. Một đập chứa nước tọa lạc 2 km về phía Tây Nam, ngăn sông Alfeios. Một con đường từ Olympia và Krestena bị đóng lại cuối những năm 1990. Khu vực này là đồi núi; phần lớn diện tích trong Olympia là rừng. Khi Pierre de Coubertin, người sáng lập Thế vận hội hiện đại mất năm 1937, một bức tượng của ông được dựng lên tại khu vực Olympia cổ đại. Trái tim của ông đã được chôn tại tượng đài.
Năm 1999, chương trình Đường lên đỉnh Olympia trên VTV3 ra đời.

## Tượng thần Zeus ở Olympia
(Bài chi tiết:Tượng thần Zeus ở Olympia)
Tượng thần Zeus ở Olympia (thường gọi là thần Dớt) là một trong Bảy kỳ quan thế giới cổ đại. Bức tượng do nhà điêu khắc cổ đại nổi tiếng là Phidias tiến hành (thế kỷ thứ 5TCN) khoảng năm 435 TCN tại Olympia, Hy Lạp.

## Địa lý

### Nơi gần nhất
- Varvasena (về phía tây)

### Đơn vị cấp dưới
- Drouva

### Các công xã
- Pisa cổ (Miraka)
  - Học viện Thế Vận Hội quốc tế (ds: 63)
- Aspra Spitia
  - Ypsilo
- Chelidonio
- Floka
- Irakleia
- Kafkonia
- Kamena
  - Nea Kamena
- Vasilaki
- Kladeos
- Koskina
  - Fanara
- Kryonero
- Linaria
- Louvro
  - Gyros
- Mageira
- Mouria
- Pefko
- Pelopio
  - Ampari
- Platanos
  - Agios Georgios (ds: 7)
- Pournario
- Smila
  - Kourouta
- Strefi
  - Kato Strefi (Flokeika)
- Xirokampos

### Thống kê dân số
| Năm  | Dân số công xã | Thay đổi     | Dân số đô thị | Thay đổi   |
| ---- | -------------- | ------------ | ------------- | ---------- |
| 1981 | 1.125          | -            | -             | -          |
| 1991 | 1.742          | -349/-4.87%  | 11.229        | -          |
| 2001 | 1.475          | -267/-15.33% | 11.069        | -160/1.42% |